# Ficus saccata
Ficus saccata är en mullbärsväxtart som beskrevs av Edred John Henry Corner. Ficus saccata ingår i släktet fikonsläktet, och familjen mullbärsväxter. Inga underarter finns listade i Catalogue of Life.